# Moïssala
Moïssala – miasto w Czadzie, w regionie Mandoul, departament Barh Sara; 11 264 mieszkańców (2005), położone 520 km na południowy wschód od Ndżameny przy granicy z Republiką Środkowoafrykańską.